# Ludwig Wilhelm (Baden-Baden)

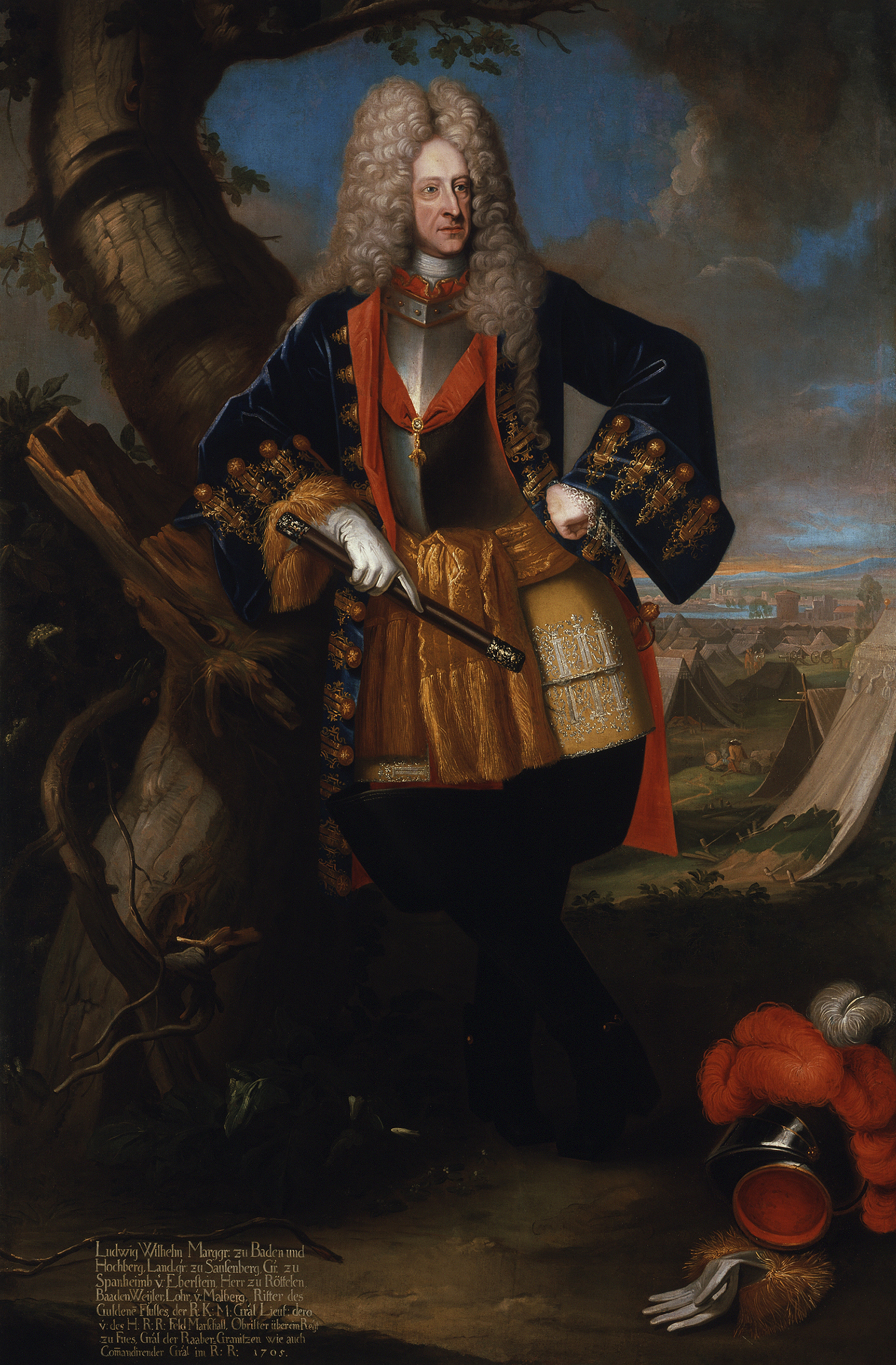
Ludwig Wilhelm von Baden, 1705. Porträt eines unbekannten Meisters, Heeresgeschichtliches Museum, Wien

Ludwig Wilhelm von Baden-Baden, genannt der Türkenlouis (* 8. April 1655 in Paris; † 4. Januar 1707 in Rastatt), war Markgraf der Markgrafschaft Baden-Baden, Bauherr des Rastatter Schlosses, Generalleutnant aller kaiserlichen Truppen und ein siegreicher Feldherr in den Türkenkriegen. Die Türken nannten ihn wegen seiner roten Uniformjacke, die weit über die Schlachtfelder zu sehen war, den Roten König. Er war Erster Kreisgeneralfeldmarschall der Truppen des Schwäbischen Reichskreises und Reichsgeneralfeldmarschall des Heiligen Römischen Reiches Deutscher Nation.

## Leben und Person

Markgraf Ludwig Wilhelm von Baden

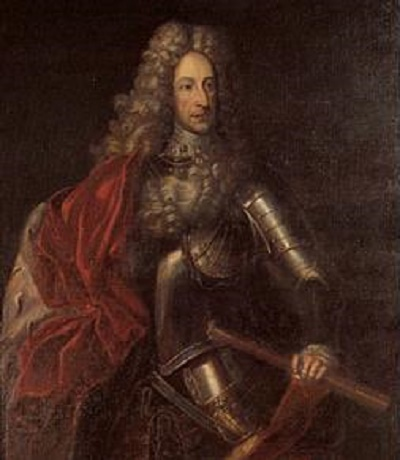
Ludwig Wilhelm von Baden

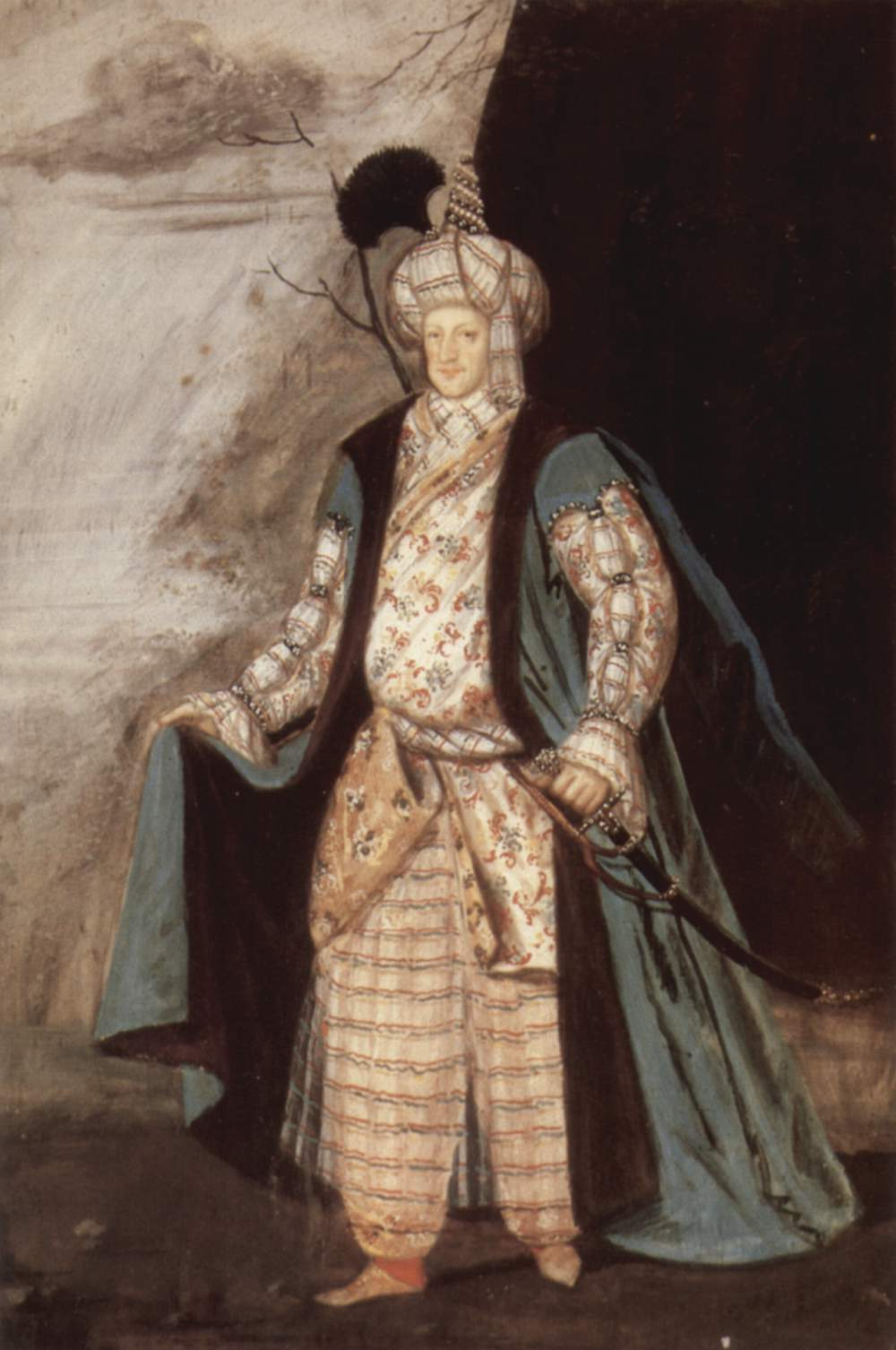
Badischer Hofmaler: Porträt des Markgrafen Ludwig Wilhelm im türkischen Gewand, um 1700–1725

### Frühe Jahre
Ludwig Wilhelm wurde am 8. April 1655, sieben Jahre nach Ende des Dreißigjährigen Krieges, im Hôtel de Soissons in Paris geboren und starb am 4. Januar 1707 in seinem noch nicht vollendeten Schloss in Rastatt. Sein Name wurde nach seinem Großvater Markgraf Wilhelm (1593–1677) und seinem Taufpaten Ludwig XIV., dem König von Frankreich, gewählt. Er war der Sohn des Erbprinzen Ferdinand Maximilian von Baden-Baden (1625–1669) und der Ludovica (Luise-Christine) von Savoyen-Carignan (1627–1689), deren Bruder Eugène-Maurice de Savoie-Carignan, Graf von Soissons, der Vater des berühmten Prinzen Eugen war.
Durch eine leichtfertige, beleidigende Bemerkung des Vaters, Prinz Ferdinand Maximilian, gegenüber seiner Gemahlin, die stark unter dem Einfluss ihrer Mutter stand und sich zudem weigerte, dem künftigen Markgrafen ins „kalte und neblige Germanien“ zu folgen und dafür Versailles zu verlassen, kam es schon kurz nach der Geburt Ludwig Wilhelms zum Bruch zwischen den Eltern. Der Vater verließ mit dem gerade ein halbes Jahr alten Sohn Paris und Versailles und zog zurück nach Baden. An die Stelle der Mutter trat für Prinz Ludwig Wilhelm die zweite Frau seines Großvaters, die Gräfin Maria Magdalena von Öttingen.
Ludwig Wilhelms Vater starb am 4. November 1669 nach einem Jagdunfall bei Heidelberg an Wundbrand. Der Großvater schickte seinen Enkel im Herbst 1670 in Begleitung seines Hofmeisters Cosimo Marzi Medici und des Hauslehrers Vloßdorf auf Kavaliersreise. Diese mit fünfzehneinhalb Jahren recht früh angetretene Reise galt als der Abschluss der Erziehung und spiegelte die Sorge des Markgrafen um einen Nachfolger für sich wider, nachdem Erbprinz Ferdinand Maximilian – Ludwig Wilhelms Vater – gestorben war.

### Kavaliersreise
Die erste Station der Reise führte Ludwig Wilhelm in das Kloster de la Visitation in Besançon, wo er seine Tante Katharina Franziska Henriette von Baden besuchte, die dort Nonne war. In Besançon hörte er juristische Vorlesungen und ließ sich in militärischen Dingen unterrichten. Die Reise ging weiter über Genf, Mailand und Florenz nach Rom, wo er eine Audienz bei Papst Klemens X. erhielt, der gerade mit dem Vizekönig von Neapel und einem französischen Gesandten speiste. Der Vizekönig von Neapel war von Ludwig Wilhelm so angetan, dass er ihm einen soldatischen Posten anbot, den Ludwig Wilhelm, mit Rücksicht auf seinen Großvater, jedoch ablehnte. Seinen Rombesuch schloss Ludwig Wilhelm mit einem Besuch bei den Medici ab. Die Rückreise führte über Venedig und Innsbruck zurück nach Baden-Baden. Als er dort wieder ankam, war er neunzehn Jahre alt.

### Militärische Laufbahn
Der junge Ludwig Wilhelm begann seine militärische Laufbahn 1674 im Alter von 19 Jahren mit dem Eintritt in die kaiserliche Armee; sein militärischer Lehrmeister war der berühmte Raimund von Montecuccoli. Schon seit 1672 tobte der Französisch-Holländische Krieg, der Beginn des Versuchs Ludwigs XIV., die Vorherrschaft in Europa zu erringen. Zeit seines Lebens sollte Ludwig Wilhelm fortan in die Wirren von Kriegen verwickelt sein. Wegen seines hervorragenden Verhaltens bei der Einnahme der Festung Philippsburg verlieh Kaiser Leopold I. ihm 1676 ein Infanterieregiment. Als 1677 sein Großvater starb, wurde er regierender Markgraf von Baden-Baden, doch zum Regieren kam er wenig, da er stets im Dienste des Kaisers im Krieg war.
Nach dem Frieden von Nimwegen (1678/1679) ernannte der Kaiser Ludwig Wilhelm zum Obristfeldwachtmeister zu Pferd und zu Fuß, was einem Majorsrang entsprach. Seinen Spitznamen Türkenlouis erwarb er sich als Reichsfeldmarschall durch seine Erfolge im Kampf gegen die Osmanen im Großen Türkenkrieg 1683–1699. Zuhause kämpfte er am Rhein seit 1693 gegen die Franzosen. Die von ihm in den Türkenkriegen erbeuteten Schätze sind als Karlsruher Türkenbeute bekannt, befinden sich heute im Karlsruher Schloss und können dort besichtigt werden.
Ludwig Wilhelm machte schon früh in seiner Karriere in der kaiserlichen Armee als Generalwachtmeister bei der Befreiung Wiens 1683 auf sich aufmerksam und wurde am 23. November 1683 zum General der Kavallerie befördert. Bereits am 12. Dezember 1686, im Alter von erst 31 Jahren, war er Feldmarschall und wurde am 6. September 1689 zum Oberbefehlshaber der osmanischen Front befördert. Dort stellte er in über 20 Schlachten sein strategisches Können unter Beweis und drängte die Osmanen zurück. Gleichzeitig wurden seine eigenen Besitzungen in Baden von den Franzosen im Pfälzischen Erbfolgekrieg zerstört, so 1689 auch sein Stammsitz in Baden-Baden.
Der Marquis de Villars schrieb 1687:

„Er – Ludwig Wilhelm I., Markgraf von Baden, der „Türkenlouis“ – besitzt großen Mut, im Kampf hat er einen klaren und sicheren Blick. Er ist sehr tätig, wachsam, immer auf dem Pferd und von allen am meisten geeignet, ein großer Soldat zu werden, wenn der Eigendünkel ihm nicht in die Quere kommt. Denn auf Ratschläge hört er wenig, und wenn er sich gezwungen sieht, ihnen zu folgen, tut er es erst spät und niemals, ohne wenigstens ein paar Änderungen vorgenommen zu haben, damit man glauben soll, es seien seine eigenen Gedanken. Er möchte umgänglich erscheinen, ist jedoch das Gegenteil für jemand, der ihm nicht blind gehorcht. […] Für das Hofleben ist er wenig geeignet, da er mit den Ministern allzu frei und heftig redet. Insgesamt hat er alle Tugenden, die einer haben muss, wenn er eines Tages eine Armee würdig führen will – aber auch alle Fehler, die die Lust, sie ihm anzuvertrauen, benehmen.“

Wegen seiner Verdienste und der in Abwesenheit entstandenen Verwüstungen seiner Besitzungen vermittelte Kaiser Leopold I. ihm eine sehr lukrative Ehe mit einer der Töchter des gestorbenen Herzogs Julius Franz von Lauenburg (1641–1689). Anders als von Leopold I. geplant verliebte Ludwig Wilhelm sich aber in die jüngere der beiden Schwestern, die eigentlich für seinen Cousin Prinz Eugen von Savoyen vorgesehen war. Die Zuneigung basierte auf Gegenseitigkeit; die ältere Schwester Anna war gekränkt. Sie lehnte Prinz Eugen als Partner ab, weil er kein regierender Fürst sei.

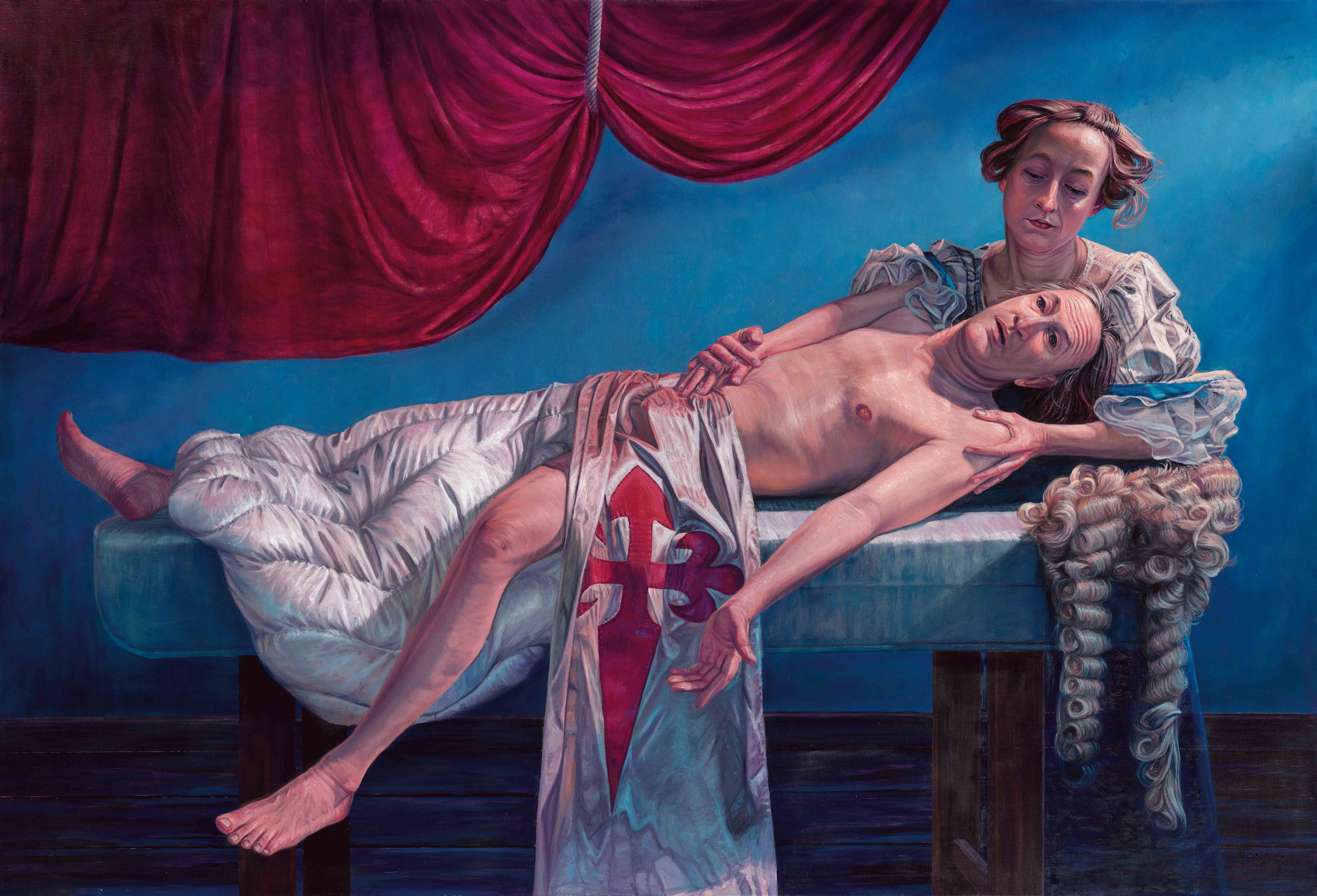
Aris Kalaizis: Die letzten Stunden Ludwig Wilhelm des I., Öl auf Leinwand, 130 x190 cm, 2021

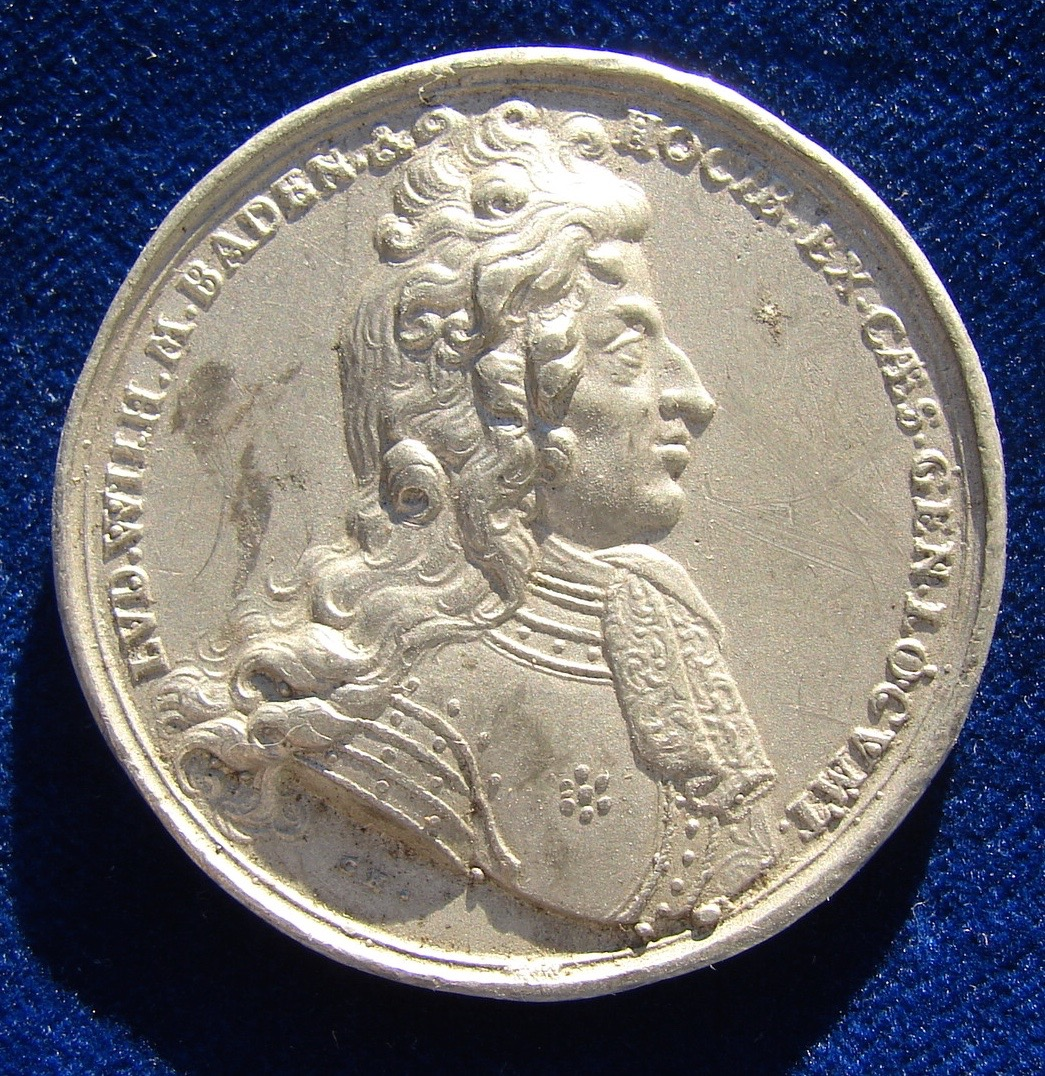
Bleimedaille zur Schlacht bei Slankamen 1691 von Georg Hautsch, Vorderseite, mit dem Porträt des Türkenlouis.

Ludwig Wilhelm musste kurz nach seiner Heirat mit Sibylla Augusta wieder in den Krieg gegen die Osmanen ziehen. 
Er erzielte 1691 in der Schlacht bei Slankamen seinen größten Triumph und wurde von Kaiser Leopold I. zum Generalleutnant aller kaiserlichen Truppen ernannt. Dieser Titel wurde im 17. Jahrhundert nur fünfmal verliehen. Ludwig Wilhelm erhielt später als Anerkennung seiner Leistungen im Kampf gegen die Osmanen der Orden vom Goldenen Vlies.
Wegen der Ereignisse im Pfälzischen Erbfolgekrieg rief der Kaiser ihn an die heimatliche Front am Rhein zurück, und sein Vetter trat seine Nachfolge im Krieg gegen die Osmanen an. Prinz Eugen war ebenfalls erfolgreich und siegte am 11. September 1697 in der Schlacht bei Zenta (Senta) über Sultan Mustafa II. Damit erreichte er im Frieden von Karlowitz schließlich den erwünschten Erfolg. Ludwig Wilhelm stand fortan stets im Schatten seines Cousins Prinz Eugen.
Ludwig Wilhelm kämpfte derweil am Rhein gegen die Franzosen, die 1697 im Frieden von Rijswijk ihre vorherigen Reunionen und besetzten Gebiete mit Ausnahme des Elsass wieder zurückgeben mussten.
Nachdem sein Schloss in Baden-Baden zerstört worden war, verlegte Ludwig Wilhelm seine Residenz von Baden-Baden nach Rastatt. Dort erbaute er 1697–1707 das Schloss Rastatt nach dem Vorbild von Versailles. Rastatt gilt als erste in Deutschland nach französischem Vorbild errichtete Residenz. Architekt war Domenico Egidio Rossi.
1697 schlug Ludwig Wilhelm zugunsten seines Vetters Eugen das Oberkommando in Ungarn aus. Später kämpfte er im Spanischen Erbfolgekrieg (1701 bis 1714) wieder für den Kaiser. 
Bei der Schlacht am Schellenberg im Juli 1704 (siehe auch Schlacht von Höchstädt) gegen die Franzosen erlitt Ludwig Wilhelm eine Wunde, die nicht ganz verheilte. Er kommandierte weiter am Oberrhein und starb am 4. Januar 1707 im Alter von 51 Jahren in seinem noch nicht fertiggestellten Schloss in Rastatt an den Folgen dieser Verwundung.

### Schlachten, Gefechte und Belagerungen

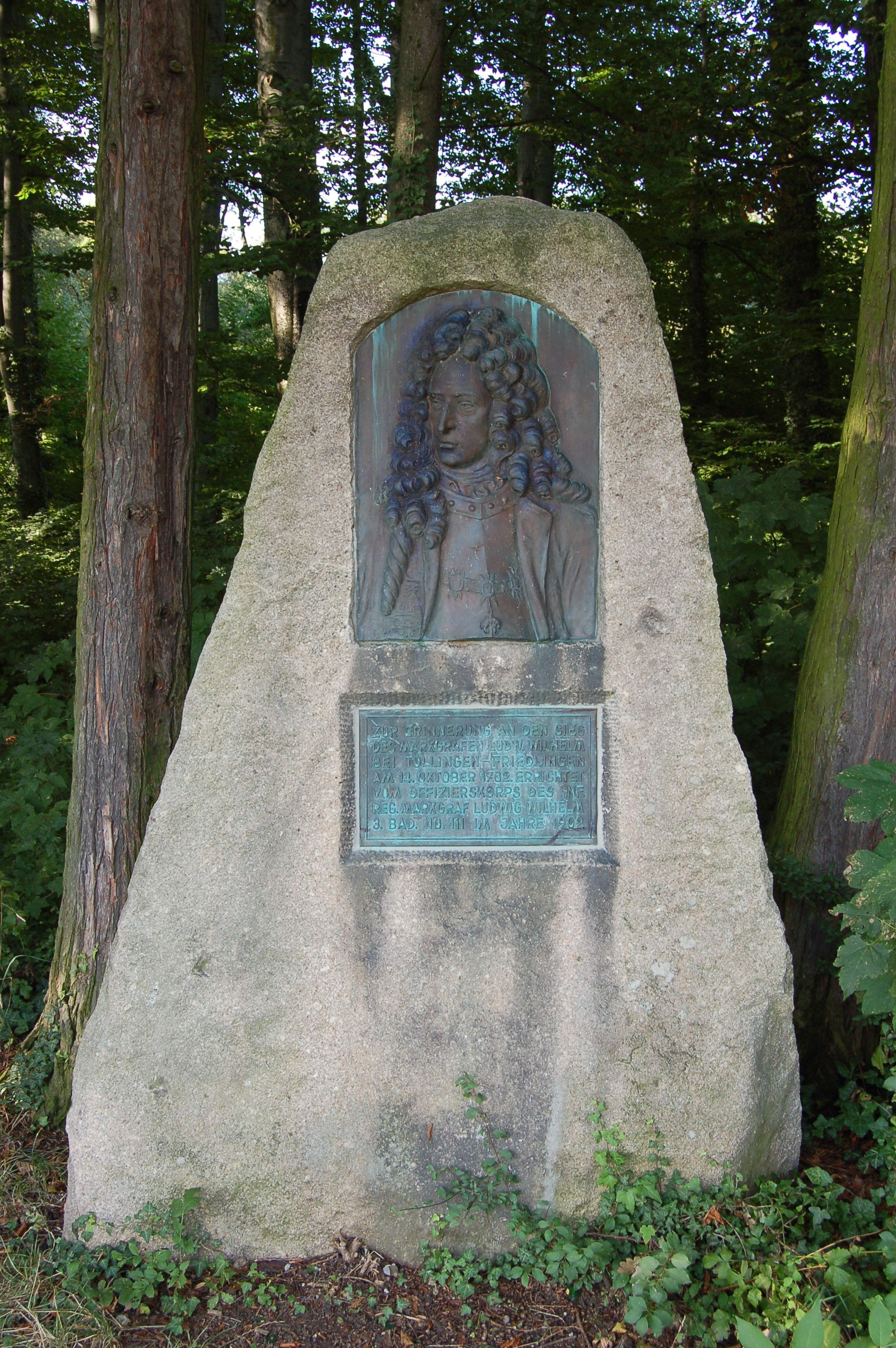
Gedenkstein für die Schlacht bei Friedlingen

Der Türkenlouis wurde in den 57 Schlachten, Gefechten und Belagerungen seines Lebens niemals besiegt und ging meist als Sieger hervor. Diese waren unter anderem:
- 1683: Schlacht am Kahlenberg bei der Belagerung Wiens durch die Osmanen
- 1683: Gefecht bei Preßburg (heute Bratislava)
- 1683: Schlacht bei Párkány
- 1684: Schlacht bei Hanzsabek (bei Szentendre, nördlich von Budapest)
- 1684: Belagerung von Ofen
- 1685: Belagerung von Neuhäusel (heute Nové Zámky)
- 1685: Schlacht bei Gran (heute Esztergom)
- 1686: Belagerung von Ofen (heute Buda)
- 1686: Belagerung von Fünfkirchen (heute Pécs)
- 1687: Schlacht bei Mohács (am Berg Harsány[3])
- 1688: Schlacht von Kostainicza (heute Hrvatska Kostajnica)
- 1688: Schlacht bei Dervent (heute Derventa)
- 1688: Belagerung von Belgrad
- 1688: Eroberung von Zvornik[4]
- 1689: Schlacht bei Batočina
- 1689: Schlacht bei Semendria (unsicher)
- 1689: Schlacht bei Nissa[5]
- 1689: Schlacht bei Widin
- 1690: Belagerung von Belgrad
- 1691: Schlacht bei Slankamen (auch Szalankamen)
- 1692: Einnahme von Lippa, Großwardein, Brod und Gradiška[6]
- 1693 Schlacht bei Horkheim gegen den französischen Marschall Guy Aldonce de Durfort, duc de Lorges[7]
- 1693 Zurückschlagung der vereinigten Heere von Lorges und des Dauphins bei Ilsfeld[8]
- 1697: Eroberung der Ebernburg[9]
- 1699: Belagerung von Großwardein (heute Oradea)
- 1702: Schlacht bei Friedlingen
- 1702: Belagerung der Festung Landau[10]
- 1703 Verteidigung der Bühl-Stollhofener Linie gegen Marschall Villars
- 1704: Schlacht am Schellenberg
- 1704: Belagerung der bayrischen Landesfestung Ingolstadt[11]
- 1704: erneute Belagerung von Landau[10]
- 1705: Durchbrechen der Moderlinien bei Pfaffenhoffen und Besetzung von Hagenau[8]
- 1705: Blockade von Fort-Louis[8]

### Sehenswürdige Bauwerke seines Wirkens
Die Reste von bis zu 200 Barockschanzen im Schwarzwald über eine Strecke von in Nord-Süd-Richtung 200 km sind Zeugnisse seines Wirkens zur Landesverteidigung.

## Ehe und Nachkommen
Am 27. März 1690 heiratete der Markgraf die 20 Jahre jüngere Prinzessin Franziska Sibylla Augusta von Sachsen-Lauenburg. Sie wurde am 21. Januar 1675 in Ratzeburg in Holstein geboren und starb im Alter von 58 Jahren am 10. Juli 1733 in Ettlingen.
Aus der Ehe gingen neun Kinder hervor, von denen allerdings nur drei das zehnte Lebensjahr erreichten:
- Fehlgeburt († zwischen 1690 und 1695)
- Leopold Wilhelm (* 28. November 1695 in Günzburg; † 19. Mai 1696 ebenda), Erbprinz von Baden-Baden
- Charlotte (* 7. August 1696 in Günzburg; † 16. Januar 1700 ebenda (?))
- Karl Joseph (* 30. September 1697 in Augsburg; † 9. März 1703 in Schlackenwerth), Erbprinz von Baden-Baden
- Wilhelmine (* 14. August 1700 in Nürnberg; † 16. Mai 1702 in Schlackenwerth)
- Luise (* 8. Mai 1701 in Nürnberg; † 23. September 1707)
- Ludwig Georg Simpert (1702–1761), Markgraf von Baden-Baden
- Wilhelm Georg Simpert (* 5. September 1703 in Aschaffenburg; † 16. Februar 1709 in Baden-Baden)
- Augusta Marie Johanna (1704–1726) ⚭ 13. Juli 1724 Ludwig, Herzog von Orléans (1703–1752)
- August Georg Simpert (1706–1771), Markgraf von Baden-Baden

## Grabmal
Das Grabmal Ludwig Wilhelms ist in der Stiftskirche in Baden-Baden, der Grablege der markgräflichen Familie. Dort ist sein Epitaph in Form eines Barockaltars dargestellt, umgeben von Figuren, die Gerechtigkeit, Tapferkeit und Weisheit symbolisieren sollen. 
Sein Herz wurde im Kloster Lichtenthal (früher die Grablege der Markgrafen) bestattet (getrennte Bestattung); dort wurden seit 1424 aus Platznot nur die Herzen von Gestorbenen beigesetzt.

## Rezeption
Durch die kaiserliche Entschließung von Franz Joseph I. vom 28. Februar 1863 wurde Ludwig Wilhelm in die Liste der „berühmtesten, zur immerwährenden Nacheiferung würdiger Kriegsfürsten und Feldherren Österreichs“ aufgenommen. Zu deren Ehren und Andenken wurde auch eine lebensgroße Statue in der Feldherrenhalle des damals neuen k.k. Hofwaffenmuseums (heute: Heeresgeschichtliches Museum Wien) errichtet. Die Statue wurde 1872 vom Bildhauer Anton Schmidgruber (1837–1909) aus Carrara-Marmor geschaffen; gewidmet wurde sie von Kaiser Franz Joseph.
In der Walhalla steht eine von Max von Widnmann gestaltete Büste; in der Gedenkstätte Heldenberg (Niederösterreich) steht eine weitere.

## Schriften
- Ein Gutachten des Markgrafen Ludwig Wilhelm von Baden-Baden zu dem mit der Türkei zu schließenden Frieden aus dem Jahre 1698, mitgeteilt von Helmut Eckert online als PDF in: Mitteilungen des Instituts für Österreichische Geschichtsforschung, Volume 46, Issue 1–4, Pages 465–476
- Relation, Der Bey dem Berg Harsan vorbeygangenen Feld-Schlacht : Den 12. August Anno 1687. verfügbar als Digitalisat bei: Münchener Digitalisierungszentrum
- Relation Der vom Printz Ludwig von Baaden, wider den Topol Bassa bey Tervenitz, 2. Meil von Brod in Bosnia, den 5. Septembris erhaltenen blutigen Victorie veröffentlicht 1688, Original in: Österreichische Nationalbibliothek